# William Winter
Ne doit pas être confondu avec William Winter (auteur américain) 1836–1917 ou Edward Winter (historien des échecs).
William Winter est un joueur d'échecs professionnel et un militant communiste anglais né le 11 septembre 1898 à Medstead (comté du Hampshire) et mort de la tuberculose à Londres le 18 décembre 1955. Champion de Grande-Bretagne en 1935 et 1936, il reçut le titre de maître international lors de sa création en 1950. Il représenta l'Angleterre lors de quatre olympiades (en 1930, 1931, 1933 et 1935). Lors du match radio Grande-Bretagne-URSS disputé en 1946, il réussit à battre David Bronstein dans une de leurs deux parties.

## Biographie et carrière
Winter apprit à joueur aux échecs à douze ans par son père et abandonna le cricket pour les échecs. Pendant la Première Guerre mondiale, il partit à Cambridge pour étudier le droit pendant un an, puis il fut affecté dans l'artillerie. Lors de son retour de l'armée, Winter devint président du club d'échecs de l'université de Cambridge et s'engagea en politique. Il rejoignit la société socialiste de l'université, une branche de l'Independent Labour Party, avant de devenir membre du parti communiste britannique lors de sa création.
Il remporta le championnat de l'université de Cambridge en 1919. En 1921, il décida de militer en politique et fut arrêté pour sédition et condamné à six mois de prison. Il cessa ses activités politiques pour des raisons médicales et décida de vivre des échecs comme journaliste (il écrivait dans plusieurs journaux), comme auteur de livres sur les échecs et comme joueur (il disputait des parties payantes dans un café de Londres).
Il remporta le championnat de Londres à cinq reprises (en 1926, 1928-1929, 1932, 1939 et 1947) et le championnat britannique en 1935 et 1936. Ses meilleures places dans les tournois internationaux furent sixième à Londres en 1927 et cinquième à Lodz en 1935. En 1937, Winter termina troisième du tournoi de Birmingham remporté par Erich Eliskases et Lodewijk Prins. En 1939, il finit deuxième ex æquo du championnat d'Écosse à Aberdeen remporté par Max Pavey.
En 1953, Winter remporta le premier tournoi international de Bognor Regis, ex æquo avec Harry Golombek.
Dans sa carrière, il battit Aaron Nimzowitsch (à Londres en 1927), Milan Vidmar et  David Bronstein (en 1946). Il fit match nul avec Samuel Reshevsky (en 1936), Frank Marshall (en 1927), José Raul Capablanca (une seule fois à Hastings en 1929-1930) et Mikhaïl Botvinnik. Lors du grand tournoi d'échecs de Nottingham 1936, Winter, qui était communiste et occupait la dernière place du tournoi, jouait avec les pièces noires contre Botvinnik dans la dernière ronde. Dans cette partie, il avait une position gagnante  selon Alexandre Alekhine et il fut soupçonné par Alekhine (dans le livre du tournoi) d'avoir accepté la proposition de nulle de Botvinnik pour permettre au Soviétique de finir à la première place du tournoi (ex æquo avec Capablanca). Winter évoqua cette possibilité dans ses mémoires. Il craignait que les spectateurs pussent penser qu'il ait été aux ordres de Moscou.
Winter mourut en 1955 de la tuberculose, après avoir refusé d'aller dans un sanatorium.

## Publications
- (en)Modern Master Play, écrit avec Frederick Yates, 1929 ;
- (en)Kings of Chess, 1954 ;
- (en)World Championship Candidates Tournment, 1953.